# The Black Parade
| 전문가 평가          | 전문가 평가 |
| 총 점수              | 총 점수     |
| 출처                 | 점수        |
| -------------------- | ----------- |
| 메타크리틱           | 79/100      |
| 평가 점수            |             |
| 출처                 | 점수        |
| AllMusic             | [ 2 ]       |
| Entertainment Weekly | A−          |
| The Guardian         | [ 4 ]       |
| Los Angeles Times    | [ 5 ]       |
| MusicOMH             | [ 6 ]       |
| NME                  | 9/10        |
| Rolling Stone        | [ 8 ]       |
| Spin                 | [ 9 ]       |
| Sputnikmusic         | 4.5/5       |
| Uncut                | [ 11 ]      |

《The Black Parade》는 미국의 록 밴드 마이 케미컬 로맨스의 세 번째 스튜디오 음반으로, 2006년 10월 23일, 리프리즈 레코드를 통해 처음 발매되었다. 이 음반은 구 구 돌스와 그린 데이를 위해 여러 음반을 프로듀싱한 것으로 유명한 롭 카발로와 함께 밴드에서 프로듀싱했다. 이 음반은 "The Patient"로 알려진 암으로 죽어가는 남자를 중심으로 한 록 오페라이자 콘셉트 음반이다. 이 음반은 그의 명백한 죽음, 사후 세계에서의 경험, 그리고 이후 그의 삶에 대한 성찰을 담고 있다. 이 음반은 2010년 그가 떠나기 전까지 드럼에 밥 브라이어가 참여한 밴드의 유일한 스튜디오 음반이다.
The Black Parade는 밴드의 첫 번째 영국 1위 싱글인 〈Welcome to the Black Parade〉, 〈Famous Last Words〉, 〈I Don't Love You〉, 〈Teenagers〉의 네 곡의 싱글로 구성되었다. 마이 케미컬 로맨스는 2007년 2월 22일, 뉴햄프셔주 맨체스터의 버라이즌 와이어리스 아레나에서 The Black Parade World Tour를 시작했다. 이 투어는 전 세계 133개의 공연과 여러 페스티벌 및 압축 공연을 선보였다. 이 투어는 북아메리카에서 3개의 브리지, 유럽에서 2개의 브리지, 아시아, 오스트레일리아, 라틴 아메리카에서 1개의 다리로 구성된 밴드가 연주한 가장 길고 국제적으로 포괄적인 헤드라이너 투어였다.
《The Black Parade》는 비평가들로부터 대체로 호평을 받았으며, 2008년 제50회 그래미 어워드에서도 한정판 박스 세트가 후보에 올랐다. 이 음반은 상업적으로도 성공을 거두어 빌보드 200과 영국 음반 차트에서 모두 2위로 데뷔했다. 미국에서는 4배 플래티넘, 영국에서는 3배 플래티넘, 아르헨티나와 칠레에서는 골드 인증을 받았다. 《The Black Parade》는 유럽에서 100만 장의 판매고를 올리며 국제 음반 산업 협회으로부터 플래티넘 유럽 어워드를 수상했다. 《The Black Parade》는 2016년 기준 미국에서 300만 장, 전 세계적으로 400만 장이 판매되었다.

## 구성 및 주제
《The Black Parade》는 "The Patient"라는 캐릭터를 중심으로 한 록 오페라이다. 이 작품은 그의 삶에서 벗어난 여정과 그가 가진 기억에 관한 이야기이다. "The Patient"는 죽고 죽음은 퍼레이드의 형태로 그를 찾아온다. 이는 가수 제라드 웨이의 죽음 개념이 가장 애틋한 기억의 형태로 사람에게 나타난다는 것을 바탕으로 하며, 이 경우 어린 시절 행진하는 밴드를 보게 된다.
이 음반에는 또 다른 자아 밴드인 블랙 퍼레이드도 탄생했다. 마이 케미컬 로맨스는 2007년 10월 7일, 멕시코시티 공연까지 블랙 퍼레이드 의상을 입고 라이브 공연을 펼쳤다. 무대에서 밴드는 비틀즈가 음반 《Sgt. Pepper's Lonely Hearts Club Band》 (1967년)에서 입었던 것과 유사한 검은색 행진 유니폼을 입었다. 라이브 공연은 연극적이었고, 웨이는 블랙 퍼레이드 멤버의 캐릭터를 맡았다. 그의 매너리즘은 핑크 플로이드의 음반 《The Wall》 (1979년)에서 기반으로 한 영화 《핑크 플로이드의 더 월》에서 밥 겔도프가 주연을 맡은 연기, 데이비드 보위가 지기 스타더스트 역을 맡은 연기, 프레디 머큐리의 무대 존재와 비교되었다. 새뮤얼 바이어가 감독한 〈Welcome to the Black Parade〉 비디오에는 루카스 하스가 "The Patient" 역으로 출연해 밴드가 공중 위에서 공연하는 동안 죽음에 의해 촬영된다.

## 발매
2006년 7월 31일, 밴드는 세 번째 스튜디오 음반을 발표했다. 8월 25일, 그들은 음반의 이름을 《The Black Parade》라고 발표했다. 또한 곡 제목과 투어 정보 등 음반에 대한 몇 가지 세부 사항도 공개했다. 6일 후, 밴드는 뉴욕에서 열린 2006년 MTV 비디오 뮤직 어워드 프리쇼에서 공연을 했고, 공연 중 〈Welcome to the Black Parade〉를 데뷔시켰다. 이 곡은 이틀 후 스트리밍을 위해 공개되었다. 9월 12일, 음반의 커버 아트와 전체 트랙 목록이 공개되었다. 〈Welcome to the Black Parade〉 뮤직 비디오는 9월 28일에 공개되었다. 10월 21일, 밴드는 《새터데이 나이트 라이브》의 한 에피소드에서 음악 게스트로 출연하여 〈Welcome to the Black Parade〉와 〈Cancer〉를 공연했다.

## 곡 목록
모든 곡들은 마이 케미컬 로맨스에 의해 작사/작곡하였다.
| #   | 제목                        | 재생 시간 |
| --- | --------------------------- | --------- |
| 1.  | The End.                    | 1:52      |
| 2.  | Dead!                       | 3:15      |
| 3.  | This Is How I Disappear     | 3:59      |
| 4.  | The Sharpest Lives          | 3:20      |
| 5.  | Welcome to the Black Parade | 5:11      |
| 6.  | I Don't Love You            | 3:58      |
| 7.  | House of Wolves             | 3:04      |
| 8.  | Cancer                      | 2:22      |
| 9.  | Mama (Feat. 라이자 미넬리)  | 4:39      |
| 10. | Sleep                       | 4:43      |
| 11. | Teenagers                   | 2:41      |
| 12. | Disenchanted                | 4:55      |
| 13. | Famous Last Words           | 4:59      |
| 14. | Blood                       | 2:53      |

## 제작
- 제라드 웨이 - 리드 보컬
- 레이 토로 - 리드 기타, 백킹 보컬
- 프랭크 아이에로 - 리듬 기타, 백킹 보컬
- 마이키 웨이 - 베이스 기타
- 밥 브라이어 - 드럼
- 롭 카발로 - 프로듀싱, 키보드
- 제이미 무호베라치 - 하몬드 오르간, 피아노, 신시사이저
- 치치 아이에로 - 〈Welcome to the Black Parade〉 추가 타악기
- 린다 아이에로, 도날드 제임스 웨이, 돈나 리 웨이 - 〈Mama〉 추가 보컬
- 라이자 미넬리 - 〈Mama〉, 〈Blood〉 게스트 보컬
- 제임스 진 - 커버 아트 작업
- 크리스 앤서니 - 사진 촬영

## 인증
| 국가                                                                                         | 인증        | 판매량/출하량 |
| -------------------------------------------------------------------------------------------- | ----------- | ------------- |
| 오스트레일리아 (ARIA)                                                                        | 플래티넘    | 70,000^       |
| 캐나다 (뮤직 캐나다)                                                                         | 플래티넘    | 100,000^      |
| 칠레                                                                                         | 골드        | 7,500         |
| 아일랜드 (IRMA)                                                                              | 플래티넘    | 15,000^       |
| 이탈리아 (FIMI) sales since 2009                                                             | 골드        | 25,000        |
| 일본 (RIAJ)                                                                                  | 플래티넘    | 250,000^      |
| 멕시코 (AMPROFON)                                                                            | 골드        | 50,000^       |
| 뉴질랜드 (RMNZ)                                                                              | 3× 플래티넘 | 45,000        |
| 영국 (BPI)                                                                                   | 3× 플래티넘 | 900,000       |
| 미국 (RIAA)                                                                                  | 4× 플래티넘 | 4,000,000     |
| 요약                                                                                         |             |               |
| 유럽 (IFPI)                                                                                  | 플래티넘    | 1,000,000*    |
| *판매량을 기반으로 한 인증 · ^출하량을 기반으로 한 인증 · 판매량+스트리밍을 기반으로 한 인증 |             |               |